# Fredlanea consobrina
Fredlanea consobrina är en skalbaggsart som först beskrevs av Lane 1970.  Fredlanea consobrina ingår i släktet Fredlanea och familjen långhorningar. Inga underarter finns listade i Catalogue of Life.